# 阿图尔·休德米亚克
阿图尔·休德米亚克（波蘭語：Artur Siódmiak，1975年10月7日—），波兰前男子手球运动员。他曾代表波兰国家队参加2008年夏季奥林匹克运动会男子手球比赛，获得第五名。